# Bodiam

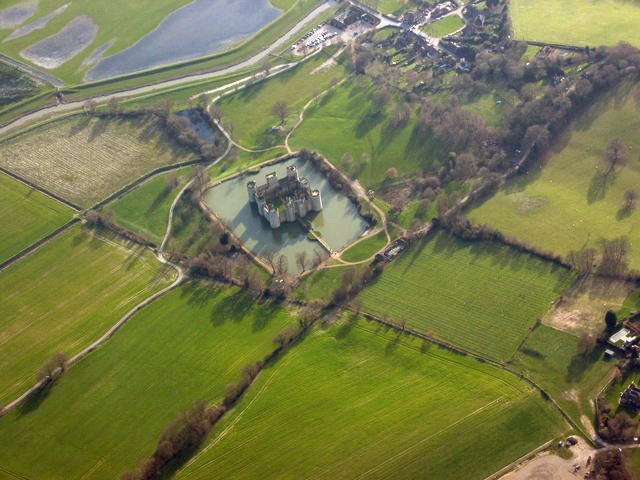
Letecký snímek hradu Bodiam

Bodiam je anglický, částečně rozbořený vodní hrad, obklopený rozsáhlým vodním příkopem. Nachází se u vesnice Robertsbridge v hrabství Východní Sussex a byl postaven v druhé polovině 80. a na počátku 90. let 14. století sirem Edwardem Dalyngriggem.
Celá jeho budova má čtyřúhelníkový půdorys, je bez donjonu, rámovaná sedmi věžemi a velikou branou, obojí je na vrcholku zakončeno cimbuřím. Obytné komnaty byly součástí vnějšího opevnění. Umělá vodní nádrž vybudovaná kolem Bodiamu měla nejen funkci obrannou, ale také estetickou. Jejím účelem je zvýšit okázalost dojmu, kterým na své okolí působí hrad, týčící se uprostřed vodní hladiny.
Ačkoli se může zdát, že sir Dalyngrigge ho postavil za účelem ochrany anglického pobřeží proti hrozícímu vpádu Francouzů během stoleté války, pravděpodobně tomu tak není. Podle historiků proti této teorii svědčí velká vzdálenost hradu od středověké pobřežní linie (pobřeží je vzdáleno zhruba 20 kilometrů).

## Historie
Povolení postavit hrad dostal Edward Dalyngrigge od krále Richarda II. v roce 1385. Jeho rodina ho vlastnila až do roku 1470, poté Bodiam získal rod Lewknorů, od roku 1543 se zde vystřídalo mnoho jiných majitelů.
Po anglické občanské válce v polovině 17. století začal hrad postupně chátrat, částečně opravován začal být až ve druhé čtvrtině 19. století. O jeho obnovu se zasloužil i lord Curzon, který ho zakoupil v roce 1916. Od roku 1925 Bodiam spravuje anglická charitativní organizace The National Trust. Dnes je přístupný veřejnosti.